# Grande catechismo di Lutero
Il Grande catechismo di Lutero è un testo composto da parti scritte da Martin Lutero e da testi canonici cristiani, pubblicato nell'aprile del 1529. Il libro era indirizzato in modo particolare al clero come sussidio per l'insegnamento nelle parrocchie.
Il catechismo è diviso in cinque capitoli: 
i Dieci comandamenti, 
il Credo degli apostoli, 
la Preghiera del Signore, 
il Santo battesimo, 
il Sacramento dell'altare. 
Il catechismo, con gli allegati documenti, venne pubblicato nel Liber Concordiae nel 1580

## Edizioni
In italiano
- Il Piccolo Catechismo - Il Grande Catechismo (1529), a cura di Fulvio Ferrario, Claudiana, Torino 1998.